# Estratón de Alejandría
Estratón de Alejandría (en griego antiguo: Στράτων Ἀλεξανδρεύς, siglo I) fue un atleta olímpico de la Antigüedad nacido en Alejandría.
Resultó ganador de la carrera a pie del estadio (la longitud de un estadio eran aproximadamente 192 m) durante los 214.º Juegos Olímpicos en el 77. 
La victoria de Estratón fue mencionada en la lista de campeones olímpicos por Eusebio de Cesarea en su libro Crónica.